# Raimund Pfister
Raimund Pfister (* 6. Mai 1911 in Trostberg, Oberbayern; † 14. April 2004 in München), katholisch, war ein deutscher Altphilologe, Fachdidaktiker der Alten Sprachen und Gymnasiallehrer.

## Leben
Raimund Pfister, der Sohn des stellvertretenden Landgerichtsdirektors Karl Pfister und dessen Ehefrau Anna geborene Jobst, legte 1930 sein Abitur am humanistischen Wilhelmsgymnasium in München ab. Im Anschluss wandte er sich dem Studium der Altphilologie, Germanistik, Geschichtswissenschaften, Indogermanistik sowie Etruskologie an der Ludwig-Maximilians-Universität München zu, das er 1935 mit dem akademischen Grad eines Dr. phil. abschloss.
Raimund Pfister trat in unmittelbarer Folge in den bayerischen höheren Schuldienst ein; 1968 wurde er in den Ruhestand verabschiedet. Zusätzlich füllte er in den Jahren 1958 bis 1988 einen Lehrauftrag an der Ludwig-Maximilians-Universität München aus. Raimund Pfister, der insbesondere als Lehrbuchautor für Lateinische Sprache hervortrat, fungierte darüber hinaus von 1955 bis 1959 als Schriftleiter der Zeitschrift des Bayerischen Philologenverbandes Neues Land.
Raimund Pfister, der 1953 Dr. phil. Maria geborene Dausch heiratete, starb 2004 knapp vor Vollendung seines 93. Lebensjahres in München.

## Publikationen
Autor
- Zum Aspect der Verba des Sehens bei Plautus, Dissertation, Pilger-druckerei g.m.b.h., Speyer am Rhein, 1936
- Lateinisches Übungs- und Lesebuch für die zweite Klasse des Gymnasiums, C.C. Buchner, Bamberg, 1951
- Mit Arnold Voelske: Das Abendland im Werden, Unterrichtsbuch, Blutenburg-Verlag, München, 1954
- Lateinische Grammatik, C.C. Buchner, Bamberg, 1981
- Lateinische Grammatik in Geschichte und Gegenwart : gesammelte Beiträge, C.C. Buchner, Bamberg, 1988

Neubearbeiter
- Ferdinand Sommer, Handbuch der lateinischen Laut- und Formenlehre : eine Einführung in das sprachwissenschaftliche Studium des Lateins, C. Winter, Heidelberg, 1877

Herausgeber
- Exercitia Latina für Latein als 2. Fremdsprache, C.C. Buchner, Bamberg, 1960 ff.